# Sozialistische Rhetorik
Als sozialistische Rhetorik wurde der politische Sprachgebrauch bezeichnet, der bis etwa 1988 die offizielle Rhetorik in den realsozialistischen Staaten Osteuropas (Ostblock) beherrschte. Sie nahm ihren Ausgang bei Karl Marx und seiner Dialektik, wurde durch Lenin in der Sowjetunion zum prägenden Merkmal der politischen Ausbildung und beeinflusste über die DDR auch einige bis heute existierende Wortwendungen im Deutschen.
Im Zuge der 1986 entwickelten Glasnost-Politik des KPdSU-Parteichefs Michail Gorbatschow, welche in der Sowjetunion zu größerer Transparenz der Staatsführung gegenüber der Bevölkerung führte, verlor die sozialistische Rhetorik in Russland und den anderen Staaten des Ostblocks an Bedeutung. In der DDR wurde sie bis zur politischen  Wende 1989 beibehalten.

## Innen- und Außensicht
Aus innerer Sicht dient die sozialistische Rhetorik dem Aufbau des Realsozialismus bzw. Kommunismus. Sie deutet die politischen Verhältnisse im Sinne des Marxismus, unterstützt die Argumentation seiner Vertreter und stärkt ihre Überzeugungskraft.
Zur Schulung in sozialistischer Rhetorik gaben Parteihochschulen spezielle Bücher heraus, in Ostdeutschland vor allem Eduard Kurka: Wirksam reden – besser überzeugen. Einführung in die sozialistische Rhetorik, Dietz Verlag, 1970.
Eine große Rolle im politischen Diskurs spielt dabei auch die Legitimation durch Berufung auf die Geschichte, wo positive und negative Beispiele für das politische Handeln erkennbar werden.
Aus der Sicht von außen fallen vor allem sprachliche Besonderheiten ins Auge:
- regelmäßige Erwähnung gesellschaftspolitischer Ausdrücke wie „werktätige Bevölkerung“, „Arbeiterklasse“ bzw. „Klassenfeinde“, „Kader“, „Kollektiv“ usw.
- argumentative Bezugnahme auf Beschlüsse der KP-Parteitage oder Zentralkomitees
- große Bedeutung planwirtschaftlicher Vorgaben, z. B. als Fünfjahresplan
- blumige Beschreibung von Verdiensten (Held der Arbeit, Vaterländischer Verdienstorden, …), aber auch Personenkult (s. a. Entstalinisierung), „antisowjetische Agitation“
- häufige Verwendung marxistischer Vokabeln wie Proletariat, Ausbeutung, Imperialismus, Bourgeoisie, Revolution und Konterrevolution, Antifaschismus, Leninismus, Interessen des Volkes, Kollektivierung, Neue Ökonomische Politik
- Entwicklungsaspekte, z. B. „der sozialistischen Ordnung“, der Staatssicherheit, der Wissenschaft, des sozialistischen Realismus, der Produktivität, der Planwirtschaft und ihrer Überlegenheit, von Rekordernten, Freundschaftsverträgen usw.
- Zielvorstellungen wie Internationalität, Entspannungspolitik, Pazifismus, friedliche Koexistenz der Systeme
- in der Wirtschaftspolitik Betonung von Begriffen wie Produktion, Schwerindustrie, Betriebsausschüsse, Betriebsberichterstattung, Zentralisierung …
- Ablehnung oder Verächtlichmachung religiöser Weltanschauungen, Entwicklung von „kollektivem Gedächtnis“, häufige Forderung nach Selbstkritik

## Beispiele

### Von Marx und Lenin bis Stalin
- „Aller Mehrwert, in welcher besondern Gestalt von Profit, Zins, Rente usw. er sich später kristallisiere, ist seiner Substanz nach Materiatur unbezahlter Arbeitszeit.“ Karl Marx 1867 Das Kapital, I/16
- „Zwischen der kapitalistischen und der kommunistischen Gesellschaft liegt die Periode der revolutionären Umwandlung der einen in die andre. Der entspricht auch eine politische Übergangsperiode, deren Staat nichts andres sein kann als die revolutionäre Diktatur des Proletariats.“ Karl Marx Kritik des Gothaer Programms, MEW 19/28
- „Die weitere Entwicklung, d. h. die Entwicklung zum Kommunismus, geht über die Diktatur des Proletariats und kann auch gar nicht anders gehen, denn außer dem Proletariat ist niemand imstande, den Widerstand der kapitalistischen Ausbeuter zu brechen.“ Lenin, Staat und Revolution
- „Selbstkritik, rücksichtslose, grausame, bis auf den Grund der Dinge gehende Selbstkritik ist Lebensluft und Lebenslicht der proletarischen Bewegung.“ Rosa Luxemburg 1916
- „Die Diktatur des Proletariats kann nur unter regem und aktivem Anteil der Frauen der Arbeiterklasse verwirklicht und behauptet werden.“ Clara Zetkin (SPD/KPD) um 1920
- „Es kann keine Revolution ohne radikale Veränderungen im Erziehungswesen geben.“ H. G. Wells, Unterredung mit Stalin, Juli 1934
- „Es gibt einen dogmatischen Marxismus und einen schöpferischen Marxismus. Ich stehe auf dem Boden des letzteren.“ Aus Josef Wissarionowitsch Stalin – Kurze Lebensbeschreibung. Moskau 1947

### Sowjetunion
Chruschtschow 1956 auf dem XX. Parteitag der KPdSU (Geheimrede zur Entstalinisierung):

„Die sozialistische Revolution hat die Arbeiterklasse im Bündnis mit der armen Bauernschaft vollbracht, sie wurde vom Volk unter Führung der bolschewistischen Partei durchgeführt. Das große Verdienst Lenins beruht darauf, daß er eine Kampfpartei der Arbeiterklasse schuf, sie mit dem marxistischen Verständnis der gesellschaftlichen Entwicklungsgesetze ausrüstete, mit der Lehre vom Sieg des Proletariats im Kampf gegen den Kapitalismus […] Die Partei verteidigte konsequent die Interessen des Volkes, wurde seine erprobte Führerin. […] Genossen! Um die Fehler der Vergangenheit nicht zu wiederholen, tritt das Zentralkomitee entschieden gegen den Personenkult auf. Wir meinen, daß Stalin über jedes Maß herausgehoben wurde. Zweifellos hatte Stalin in der Vergangenheit große Verdienste gegenüber der Partei, der Arbeiterklasse und der internationalen Arbeiterbewegung. […] All das betrachtete er von der Position der Verteidigung der Interessen der Arbeiterklasse, der Interessen des arbeitenden Volkes, der Interessen des Sieges des Sozialismus und Kommunismus. Darin liegt die wirkliche Tragödie!“

Große Sowjetische Enzyklopädie (1969–1978) zum Thema Zensur:

„Die Verfassung der UdSSR garantiert den Bürgern entsprechend den Interessen des Volkes und zur Festigung und Entwicklung der sozialistischen Ordnung die Freiheit der Presse. Die staatliche Kontrolle wird eingerichtet, damit nicht durch die Veröffentlichung von Informationen, die Staatsgeheimnisse darstellen, und deren Verbreitung in den Massenmedien den Interessen der Werktätigen Schaden zugefügt wird.“

### Deutschland
Walter Ulbricht 1954:

„Die politischen und die ökonomischen Bedingungen der Arbeiterklasse sowie […] der Mehrheit der Werktätigen sind so weit entwickelt, daß der Aufbau des Sozialismus zur grundlegenden Aufgabe in der Deutschen Demokratischen Republik geworden ist. […] Der Aufbau des Sozialismus erfordert:
a) Durchführung der grundsätzlichen Aufgaben der Volksmacht: den feindlichen Widerstand zu brechen und feindliche Agenten unschädlich zu machen; die Heimat und das Werk des sozialistischen Aufbaus durch die Organisierung bewaffneter Kräfte zu schützen […]
d) Den Landarbeitern und werktätigen Bauern, die sich auf völlig freiwilliger Grundlage zu Produktionsgenossenschaften zusammenschließen, ist die notwendige Hilfe zu gewähren und dadurch zugleich das Bündnis der Arbeiterklasse mit den werktätigen Bauern zu festigen.“